# Selište, Trstenik
Selište (izvirno srbsko Селиште) je naselje v Srbiji, ki upravno spada pod Občino Trstenik; slednja pa je del Rasinskega upravnega okraja.

## Demografija
V naselju živi 774 polnoletnih prebivalcev, pri čemer je njihova povprečna starost 44,6 let (43,0 pri moških in 46,1 pri ženskah). Naselje ima 241 gospodinjstev, pri čemer je povprečno število članov na gospodinjstvo 3,85.
To naselje je, glede na rezultate popisa iz leta 2002, večinoma srbsko.
|  |

| Demografija | Demografija     | Demografija     |
| Leto        | Št. prebivalcev | Št. prebivalcev |
| ----------- | --------------- | --------------- |
|             |                 |                 |
|             |                 |                 |
|             |                 |                 |
|             |                 |                 |
| 1948        | 1034            |                 |
| 1953        | 1083            |                 |
| 1961        | 1119            |                 |
| 1971        | 1083            |                 |
| 1981        | 1106            |                 |
| 1991        | 1056            | 1047            |
| 2002        | 946             | 928             |
|             |                 |                 |

| Etnična sestava po popisu iz leta 2002 | Etnična sestava po popisu iz leta 2002 | Etnična sestava po popisu iz leta 2002 | Etnična sestava po popisu iz leta 2002 | Etnična sestava po popisu iz leta 2002 |
| -------------------------------------- | -------------------------------------- | -------------------------------------- | -------------------------------------- | -------------------------------------- |
| Srbi                                   | Srbi                                   |                                        | 918                                    | 98,92%                                 |
| Makedonci                              | Makedonci                              |                                        | 3                                      | 0,32%                                  |
| Črnogorci                              | Črnogorci                              |                                        | 1                                      | 0,10%                                  |
| Hrvati                                 | Hrvati                                 |                                        | 1                                      | 0,10%                                  |
| Neznano                                | Neznano                                |                                        | 4                                      | 0,43%                                  |